# هومر لان
هومر لان (بالإنجليزية: Homer Lane)‏ هو تربوي أمريكي، ولد في 1875، وتوفي في 5 سبتمبر 1925 في نويي-سور-سين في فرنسا.